# Laccosternus grouvellei
Laccosternus grouvellei är en skalbaggsart som först beskrevs av Régimbart 1895.  Laccosternus grouvellei ingår i släktet Laccosternus och familjen dykare. Inga underarter finns listade i Catalogue of Life.